# Olindo Mare
Olindo Franco Mare (Hollywood, 6 giugno 1973) è un ex giocatore di football americano statunitense che ha giocato nel ruolo di placekicker nella National Football League (NFL)  Al college ha giocato a football alla Syracuse University.

## Carriera professionistica
Dopo non essere stato scelto nel Draft NFL 1996, Mare firmò coi New York Giants, venendo svincolato prima dell'inizio della stagione. Nel 1997 firmò con i Miami Dolphins giocandovi per dieci stagioni fino al 2006 e venendo convocato per il Pro Bowl nel 1999. Il 3 aprile 2007 fu scambiato con i New Orleans Saints per una scelta del sesto giro del Draft, venendo svincolato dopo una sola stagione.
Il 27 febbraio 2008, Mare firmò un contratto biennale da 3,5 milioni di dollari coi Seattle Seahawks. Nella sua prima stagione con la nuova maglia disputò un'annata notevole segnando 24 field goal su 27 tentativi e segnando tutti i tentativi di extra point. Dopo avere sbagliato i primi due field goal della stagione 2009, Mare ne segnò un record di franchigia di 21 consecutivi. A fine stagione i Seahawks applicarono su di lui la franchise tag.
Nel luglio 2011 il kicker firmò con i Carolina Panthers un contratto quadriennale da 12 milioni di dollari ma fu svincolato a fine anno dopo avere sbagliato due field goal che costarono delle potenziali vittorie ai Panthers. L'11 dicembre 2012, Mare firmò con i Chicago Bears per sostituire l'infortunato Robbie Gould. A fine anno non gli fu rinnovato il contratto.

## Palmarès
- Convocazioni al Pro Bowl: 1

1999
- First-team All-Pro: 1

1999

## Statistiche
| Field goal provati   | 439 |
| Field goal segnati   | 356 |
| Field goal più lungo | 54  |

Statistiche aggiornate alla stagione 2013